# Шатобур (Ил и Вилен)
Шатобур (фр. Châteaubourg) насеље је и општина у северозападној Француској у региону Бретања, у департману Ил и Вилен која припада префектури Рен.
По подацима из 2011. године у општини је живело 6196 становника, а густина насељености је износила 216,64 становника/km². Општина се простире на површини од 28,6 km². Налази се на средњој надморској висини од 45 метара (максималној 117 m, а минималној 35 m).

## Демографија
| 1962. | 1968. | 1975. | 1982. | 1990. | 1999. | 2011. |
| ----- | ----- | ----- | ----- | ----- | ----- | ----- |
| 2.352 | 2.634 | 2.937 | 3.526 | 4.056 | 4.877 | 6.196 |

График промене броја становника у току последњих година